# Tarwinia australis
Tarwinia australis — викопний вид бліх, єдиний відомий у родині Tarwiniidae. Існував у ранній крейді, 122—112 млн років тому.

## Рештки
Викопні рештки виду знайдені у місті Кунварра у штаті Вікторія в Австралії.

## Опис
Дрібні безкрилі комахи завдовжки 7 мм. Тіло плющене з боків. Ноги довгі, але не пристосовані до стрибання. Вусики 17-членисті. Нижньощелепні щупики 4-членисті. Лапки 5-членисті. Гомілки з рядами шипиків-ктенидій. Черевце покрите рядами шипиків, що спрямовані назад (як у сучасних бліх). Ймовірно, паразитував на птерозаврах.

## Систематика
Вид описаний в 1986 році. У 2013 році таксон виділений в окрему родину Tarwiniidae. У 2017 році родина Tarwiniidae разом з Saurophthiridae та Pseudopulicidae об'єднані в надродину Saurophthiroidea.